# Delia (Sicília)

Localització de Delia

Delia (sicilià Delia) és un municipi italià, dins de la província de Caltanissetta. L'any 2005 tenia 4.472 habitants. Limita amb els municipis de Caltanissetta, Canicattì (AG), Naro (AG) i Sommatino.

## Administració
| Període | Identitat        | Partit        |
| ------- | ---------------- | ------------- |
| 2008-   | Calogero Messana | Llista cívica |